# Gustavo Meza
Gustavo Adolfo Meza Wevar (Osorno, 1936) es un actor, dramaturgo y director de teatro chileno. En 2007 fue galardonado con el Premio Nacional de Artes de la Representación y Audiovisuales de su país.

## Biografía
Hijo de Pelegrín Meza Loyola y Elena Wevar Cañas, ingresó en 1954 a estudiar psicología a la Universidad de Chile, pero luego se transfirió al programa de teatro de la misma casa de estudios.
Discípulo de Pedro Orthous, tras egresar trabajó como director en el Teatro Nacional Chileno y, posteriormente, en el Teatro de la Universidad de Concepción (TUC).
En 1974 creó la compañía Teatro Imagen junto a los actores Tennyson Ferrada y Jael Ünger, que dirige desde entonces.
Ha enseñado en el Departamento de Teatro de la Facultad de Artes de su alma máter y en otras universidades de Chile; ha sido también profesor visitante en las de Bogotá y del Valle (ambas de Colombia); en la la Complutense (España); en la  de Long Island (Estados Unidos); y en la Escuela de Arte Dramático de Finlandia.
En agosto de 2007 fue galardonado —por decisión unánime del jurado— con el Premio Nacional de Artes de la Representación y Audiovisuales. El 22 de octubre del mismo año se incorporó como miembro de número en la Academia Chilena de Bellas Artes.
Desde 2015 es presidente de la Unión Nacional de Artistas. A lo largo de su carrera, Meza ha dirigido más de 130 obras, escrito 26 obras de teatro y formado a centenares de alumnos. Encabeza tanto la compañía Teatro Imagen con la escuela de actuación de la misma y es miembro del comité asesor de la Fundación Teatro a Mil.
Entre 1959 y 1969 estuvo casado con la actriz Delfina Guzmán, con quien tuvo dos hijos, Juan Cristóbal, compositor y productor, y Gonzalo, actor; posteriormente tuvo como pareja a la citada Ünger; su actual esposa es la actriz Elsa Poblete.

## Obras
(Lista incompleta. Todos los estrenos fueron también con dirección de Meza)
- El último tren, estrenada en 1978 la compañía Teatro Imagen (TIM)
- Viva Somoza, con Juan Radrigán; montaje con tres pequeñas obras que llevan como título común Tres cuestiones intrínsicamente perversas: dos son de Meza (Cuestión de descendencia y Cuestión de oportunidad) y una de Radrigán (Cuestión de ubicación); estrenada el 28.03.1980 en la sala Bulnes de Santiago por TIM[9]
- Quién dijo que el fantasma de don Indalicio había muerto, folletín dramático en un obertura y dos actos; estrenado el 02.04.1982 en la Sala Camilo Henríquez por TIM bajo la dirección del autor y con Jael Ünger, Tennyson Ferrada y Gonzalo Robles en los papeles principales[10]
- Cartas de Jenny, 1987
- Osorno 1897: Murmuraciones de la muerte de un juez, 1989 (conocida también simplemente como Murmuraciones de la muerte de un juez)
- El submarino amarillo, 2002
- La segunda muerte de Antón Pávlovich, estrenada el 18.11.2008 en el marco del festival XIX Temporales Internacionales de Teatro de Puerto Montt y luego, el mismo año, en la sala La Comedia de Santiago (La triste, absurda y dolorosa muerte de Antón Chéjov, 2014)
- Tres mujeres enfernando, estrenada el 14.11.2009 en el marco del Festival Teatro Container en la plaza de los Poetas de Valparaíso

### Adaptaciones
- La reina Isabel cantaba rancheras, 1997
- Fatamorgana de amor con banda de música, 2000
- Hamlet, adaptación de la traducción de la pieza de William Shakespeare realizada por el poeta Raúl Zurita, 2012

### Libros
- Murmuraciones acerca de la muerte de un juez y dos murmuraciones más, LOM Ediciones, Santiago, 1995. Contiene tres obras: Osorno 1897: Murmuraciones de la muerte de un juez, Cartas de Jenny y El último tren